# Butter butter
butter butter（バターバター）は、日本のロック・バンド。2016年9月11日に解散。

## 概要
2003年に中学時代の同級生だった鈴木と浜田を中心にスリーピースバンドとして結成。後に平田と吉良が加入し、4人体制となる。東京下北沢での活動が多く、メンバー全員が関東出身である。

2006年1月に自主レーベル「深海堂」を設立し、1st mini album「ANCHOR」をリリース。3rd mini album「4F」から6jomaProjectに所属する。

過去に、音楽系の出版社「ロッキング・オン」の音楽情報サイト「RO69」のコンテスト「RO69JACK 2009」ベスト20に入賞や、2009年11月、漫画雑誌『週刊ヤングジャンプ』（集英社）連載漫画「GANTZ」のイメージソングに楽曲「ハリィ」が選出などの受賞歴がある。
2016年9月11日に行ったワンマンライブをもって解散。

## エピソード
- 鈴木は専門学生時代ドラム科に通っていた。
- 鈴木はガンダムが好きで、特にガンダムWが好きだと公言している。
- 平田、吉良は過去にfemale in the undersonicに所属しており、主催イベントに呼びあうなど当時からbutter butterと親交があった。
- 浜田は格闘ゲームが好きで、過去にスタッフに「ストリートファイターZERO3」を贈ったことがある。
- 鈴木は自身の楽曲をボーカロイド兎眠りおんに歌わせた動画をニコニコ動画に投稿したことがある。[1]

## メンバー

### 現メンバー
鈴木貴之（すずき たかゆき）
ボーカル、ギターを担当。楽曲によってはハーモニカやピアノも担当する。
ほぼ全ての楽曲の作詞作曲を手掛ける。オリジナルメンバー。
浜田誠一（はまだ せいいち）
ベース、コーラスを担当。楽曲によってはメインボーカルを担当する。
オリジナルメンバー。
平田裕亮（ひらた ゆうすけ）
ギターを担当。杉本脱退後サポートメンバーとして加入。2010年9月より正式加入。
吉良涼輔（きら りょうすけ）
ドラムスを担当。杉本脱退後サポートメンバーとして加入。2010年9月より正式加入。

### 過去のメンバー
杉本温史（すぎもと あつし）
ドラムス、コーラスを担当。2004年6月より2010年5月まで在籍。

## ディスコグラフィ

### ミニアルバム
|     | タイトル           | 発売日        | 品番      |
| --- | ------------------ | ------------- | --------- |
| 1st | ANCHOR             | 2006年9月20日 | DDCZ-1356 |
| 2nd | ミナモ             | 2007年8月8日  | DDCZ-1452 |
| 3rd | 4F                 | 2010年7月7日  | DQC-510   |
| 4th | Re:臍繰            | 2012年2月1日  | DQC-840   |
| 5th | どこにでもあること | 2014年3月19日 | AMOJ-6001 |

### フルアルバム
|     | タイトル | 発売日        | 品番      |
| --- | -------- | ------------- | --------- |
| 1st | clear    | 2009年2月18日 | DDCZ-1587 |

### 非流通作品
| タイトル                  | 発売日         | 品番    |
| ------------------------- | -------------- | ------- |
| 自主CD-R「うわのそら」    | 2003年11月     |         |
| 自主CD-R「tawny daylily」 | 2003年11月     |         |
| カセットテープと保健室    | 2005年8月      |         |
| ソワリ                    | 2008年6月20日  | SKD-001 |
| [scene 1]                 | 2014年12月17日 |         |
| [scene 2]                 | 2015年5月16日  |         |

### コンピレーションアルバム
| タイトル                                           | 参加楽曲                        | 発売日         | 品番      |
| -------------------------------------------------- | ------------------------------- | -------------- | --------- |
| ムーンサイドレコーズ                               | ハリィ                          | 2007年1月10日  | MSRR-0001 |
| wild gun crazy compilation vol.3                   | 濾過摂食                        | 2008年2月9日   | WGCR-003  |
| RO69JACK2009                                       | anonymous                       | 2010年5月12日  | ROJR-0009 |
| 6joma-Compilation                                  | 偽傷                            | 2010年10月26日 | SMRP-002  |
| 6joma-Compilation EP.                              | 1限目：数学                     | 2014年2月25日  | SMRP-007  |
| ドイツオレンジトリビュートCD「はかいのてっきゅう」 | 2月11日（ドイツオレンジカバー） |                |           |
| Quip magazine vol.42                               | ハリィ(Quip ver.)               |                |           |
| Quip magazine vol.44                               | 冷熱(Quip ver.)                 |                |           |